# Alson Sherman

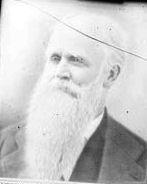
Alson Sherman

Alson Smith Sherman (* 21. April 1811 in Barre, Vermont; † 27. September 1903 in Waukegan, Illinois) war ein US-amerikanischer Politiker. In den Jahren 1844 und 1845 war er Bürgermeister der Stadt Chicago.

## Werdegang
Über die Jugend und Schulausbildung von Alson Sherman ist nichts überliefert. Später zog er nach Chicago, wo er die erste Sägemühle der Stadt betrieb. Außerdem war er einer der ersten Eisverkäufer in der damals noch jungen Stadt. Von 1841 bis 1844 leitete er die hiesige Feuerwehr. Politisch schloss er sich der Independent Democratic Party an. Diese hatte sich in Chicago von der Demokratischen Partei abgespalten, die damals im Ruf der Korruption stand.
Die Bürgermeisterwahlen des Jahres 1844 mussten in Chicago wegen Betrugs- und Korruptionsvorwürfen wiederholt werden. Der ursprüngliche Wahlsieger und Amtsinhaber Augustus Garrett trat auch bei der Wiederholungswahl an und unterlag dort Alson Sherman. Dieser konnte nun eine einjährige Amtszeit als Leiter der Stadtverwaltung absolvieren. Er sorgte für eine bessere Ausstattung der Feuerwehr. Im Jahr 1850 wurde er Kurator der Northwestern University. Seit 1856 lebte er in Waukegan, etwa 64 Kilometer nördlich von Chicago. Dort ist er am 27. September 1903 im Alter von 92 Jahren verstorben.